# 3.º Regimiento Antiaéreo (motorizado mixto)
El 3.º Regimiento Antiaéreo (motorizado mixto) (Flak-Regiment. 3 (gem. mot.)) fue una unidad de la Luftwaffe durante la Segunda Guerra Mundial.

## Historia
Fue formado el 1 de octubre de 1935 en Gotha con 1 - 5 Baterías. Del 1 de octubre de 1935 al 1 de noviembre de 1935, se utilizó la designación de Batallón Móvil Gotha para encubrirlo.

## Servicios
- octubre de 1935 - febrero de 1938: bajo el Höh.Kdr.d.Flakart. en el III Distrito Aéreo.
- febrero de 1938 - julio de 1938: bajo el XIV Comando Administrativo Aéreo.
- julio de 1938 - agosto de 1939: bajo el 3.º Comando de Defensa Aérea.
- 1939: Entró en acción en Polonia.
- 1940: Entró en acción en Francia, apoyando al XXXXI Cuerpo de Ejército.
- 1940 - 1941: en Alemania (Gotha?)
- junio de 1941: sirvió bajo el 4.º Grupo Panzer Koluft (133.º Regimiento Antiaéreo) en el Grupo de Ejércitos Norte.
- octubre de 1941: Grupo de Ejércitos Centro (principalmente en el área de Minsk-Bobruisk) hasta 1944.
- 1 de noviembre de 1943: bajo la 12.ª División Antiaérea (101.º Regimiento Antiaéreo)
- 1 de enero de 1944: en la Rusia Central, bajo la 12.º División Antiaérea (21.º Regimiento Antiaéreo)
- 1 de febrero de 1944: bajo la 12.ª División Antiaérea (134.º Regimiento Antiaéreo)
- 1 de marzo de 1944: bajo la 12.ª División Antiaérea (134.º Regimiento Antiaéreo)
- 1 de abril de 1944: bajo la 12.ª División Antiaérea (134.º Regimiento Antiaéreo)
- 1 de mayo de 1944: sin datos.
- 1 de junio de 1944: bajo la 12.ª División Antiaérea (21.º Regimiento Antiaéreo)
- 1 de julio de 1944: bajo la 12.ª División Antiaérea (21.º Regimiento Antiaéreo)
- 1 de agosto de 1944: bajo la 12.ª División Antiaérea (21.º Regimiento Antiaéreo)
- 1 de septiembre de 1944: bajo la 10.ª Brigada Antiaérea (23.º Regimiento Antiaéreo)
- 1 de octubre de 1944: bajo la 12.ª División Antiaérea (77.º Regimiento Antiaéreo)
- 1 de noviembre de 1944: bajo la 12.ª División Antiaérea (77.º Regimiento Antiaéreo)
- 1 de diciembre de 1944: bajo la 12.ª División Antiaérea (77.º Regimiento Antiaéreo)
- 1945: en Narew.